# Піски глибоководні
Глибоководні піски — піски глибоководних частин басейнів морів та океанів. До них відносять піски, які утворюються на глибинах, що перевищують шельфові, тобто понад 200 м, іноді лише піски глибин понад 2000 м (абісальні відклади).

## Класифікація
За складом та походженням глибоководні піски бувають:
- Форамініферові піски. Складаються з черепашок простих одноклітинних організмів — форамініфер з вапняковим скелетом або їхніх уламків. Розміри черепашок таких організмів становлять 50-1000 мкм. Живуть вони в верхніх шарах води з максимальним поширенням до глибини 50-100 м. Відмираючи, форамініфери повільно опускаються на дно, утворюючи різні за гранулометричним складом осади, що залежить від розмірів та збереженості черепашок. Це здебільшого піщано-алевритові або алеврито-пелітові карбонатні утворення, в яких вміст СаСО3 змінюється від 30-90 до 99%. При хорошій збереженості черепашок утворюються піщані осади. Форамініферові відклади поширені здебільшого на глибинах від 3000 до 4500-4700 м.
- Теригенні піски в турбідітах.
- Вулканотеригенні піски проток острівних дуг.
- Глауконітові піски. Зелені дрібно- і тонкопіщані, піщано-алевритові відклади зі значним вмістом мінералу глауконіту оливково-зеленого кольору. Найбільша кількість глауконітових пісків зустрічається в межах шельфу та в верхній частині континентального схилу, на глибинах від 100 до 1000 м. У більш глибоководних осадах глауконіт зустрічається у вигляді домішок.

Зелені дрібно- і тонкопіщані, піщано-алевритові відклади зі значним вмістом мінералу глауконіту оливково-зеленого кольору. Найбільша кількість глауконітових пісків зустрічається в межах шельфу та в верхній частині континентального схилу, на глибинах від 100 до 1000 м. В більш глибоководних осадах глауконіт зустрічається у вигляді домішок.